# Juan Lavenás
Juan Lavenás, född 5 september 1914, död 19 april 1999, var en argentinsk friidrottare. Han deltog vid olympiska sommarspelen 1936.